# 日本基督教団鹿児島教会
座標: 北緯31度34分43.6秒 東経130度32分50.3秒 / 北緯31.578778度 東経130.547306度

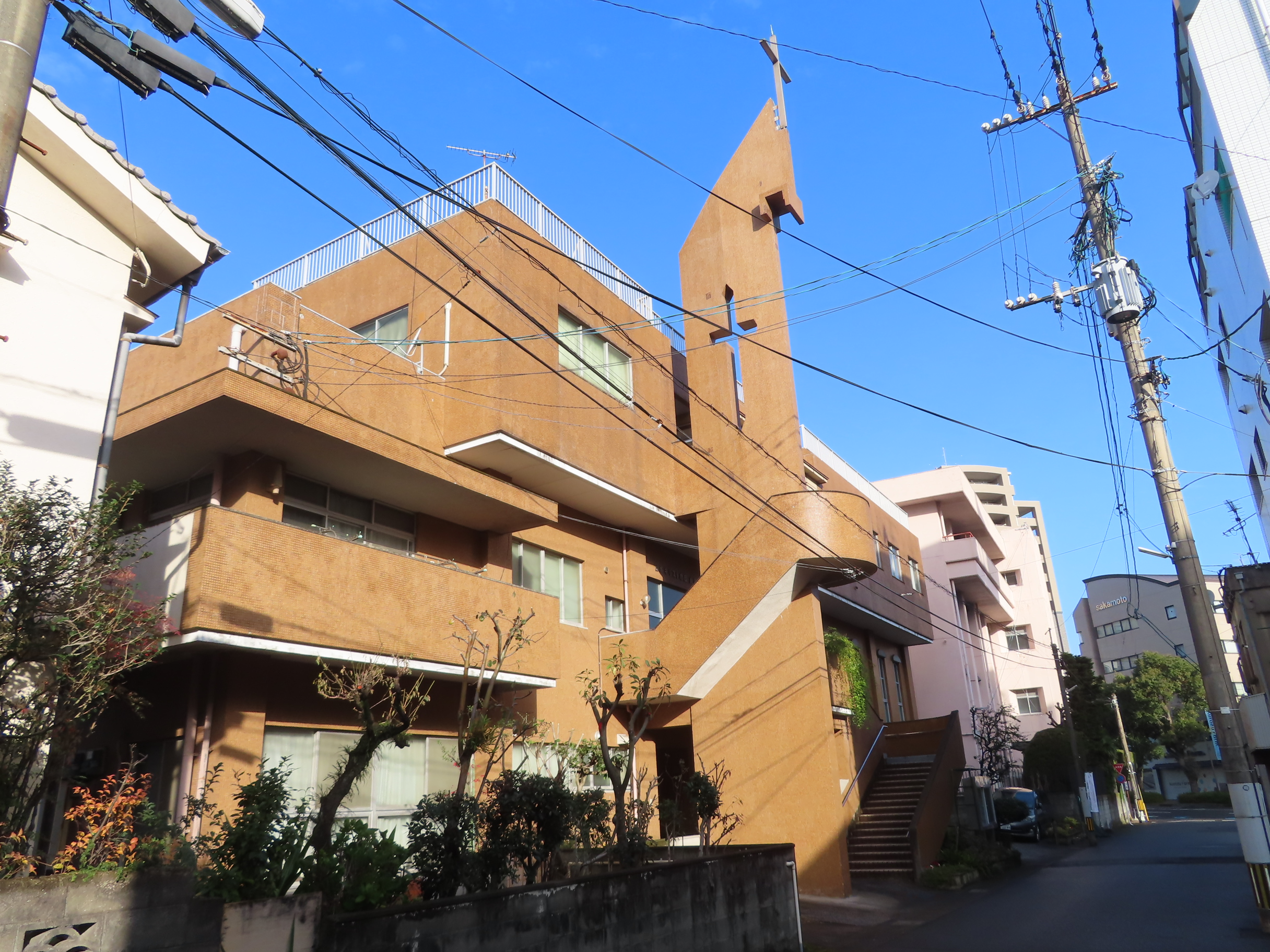
教会（2024年12月）

日本基督教団鹿児島教会（にほんきりすときょうだん かごしまきょうかい）は、鹿児島県鹿児島市にある日本基督教団の教会である。

## 歴史
1873年の切支丹高札撤去後に、長崎から訪れたアメリカ・オランダ改革派教会の宣教師ヘンリー・スタウトが鹿児島で伝道を開始する。1878年11月に正式に伝道所が設けられ、1881年に日本一致教会鹿児島教会を設立する。1898年に内山下町に会堂を移転する。都城、志布志、指宿など薩摩、大隅両半島の全域で活発に伝道を始める。
1941年に日本基督教団誕生の際に、鹿児島山下教会になる。1945年6月に空襲で会堂が焼失する。
1932年に渡瀬主一郎牧師が市内西千石町に伝道を開始する。加治屋町を経て、32年上荒田町に移転し、鹿児島江南教会になる。また、江南女子学院、江南幼稚園を設立する。
1945年に空襲により会堂が焼失する。1948年に鹿児島山下町教会と鹿児島江南教会が合併され、日本基督教団鹿児島教会になる。

## 歴代牧師

### 山下町教会
- 瀬川浅
- 留川一路
- 宗像慶次郎
- 永田猪之助
- 尾島真治
- 上与次郎
- 番匠哲夫
- 川崎義敏
- 志田芳夫

### 江南教会
- 渡瀬主一郎
- 松原大八
- 高橋信一